# Marta Mera
Marta Mera Olivera (Las Franquesas del Vallés, 25 de mayo del 2000) es una guardameta de balonmano española que juega para el KH-7 Bm Granollers.

## Trayectoria
Comenzó la práctica del balonmano en las categorías formativas de la Asociación Deportiva Balonmano Les Franqueses, desde el año 2007 hasta el 2014. Siendo juvenil compitió una temporada con el Balonmano Sant Vicenç y fichó por Granollers, con el que estuvo tres temporadas, desde la 2015/16 a la 2017/18, debutandoen su última temporada con el equipo absoluto).
En la temporada 2018/19 jugó con el Balonmano Sant Quirze en la División de Honor Plata, con el que disputó la fase de ascenso a la División de Honor. Al año siguiente, regresó al club granollerí con el que debutó en la liga española el 7 de septiembre de 2019 junto a Nicole Wiggins y, desde entonces, defiende la portería catalana.
Desde entonces, se ha proclamado campeona de la Supercopa de Cataluña en cinco ocasiones consecutivas (2019-23) y ha disputado varias fases finales de la Copa de la Reina, logrando un subcampeonato en 2023, además de debutar en competiciones europeas.

### Selección española
Con la selección española universitaria se proclamó campeona del Mundo en el Universitario celebrado en Antequera en 2024 ganando la final a la selección francesa.

### Clubes
- 2018-19: Sant Quirze
- 2019-Actualidad: Granollers

### Datos
Hasta noviembre de 2025 
|                  | Partidos | Goles |
| ---------------- | -------- | ----- |
| Liga             | 126      | 10    |
| Copa de la Reina | 9        | 0     |
| EHF              | 18       | 6     |
| Total            | 153      | 16    |

## Títulos y galardones

### Selección española
- 1 x Campeona del Mundo Universitaria (2024)

### Galardones individuales
- 4 x Guerrera de la Jornada (2024/25, Jornada 9 y 15, 2023/24, Jornada 20, 2022/23, Jornada 21)[11]

## Vida
Fuera del ámbito deportivo, en octubre de 2023, la portera catalana fue objeto de comentarios ofensivos en redes sociales sobre su físico. Estos comentarios fueron condenados por todos los equipos de balonmano españoles y muchas de sus compañeras.